# DxO PhotoLab
Chronologie des versions
PhotoLab 6.0 (2022)
DxO PhotoLab est un logiciel de traitement d'images développé par la société française DxO Labs. Il propose une solution complète de corrections automatiques et offre des réglages locaux intégrée dans un flux RAW non-destructif.

## Historique
Avant l'avènement de la photographie numérique grand public c’est-à-dire à la fin du XXe siècle, la plupart des progiciels de retouche d'images étaient conçus pour gérer les fichiers image numérisés à partir de négatifs, de diapositives ou de tirages. Bien que ces outils aient évolué avec la généralisation des appareils photographiques numériques, ils restaient conduits par la résolution de problèmes identifiés manuellement par l'utilisateur. Initialement, cela signifie que la plupart des logiciels de retouche photo ne pouvaient offrir que des outils de correction, qui nécessitaient un certain nombre de connaissances et de compétences pour être efficaces. L'expérience et la formation étaient donc primordiales pour obtenir de bons résultats.
Lorsque DxO Labs a lancé DxO Optics Pro en 2004, qui est devenu DxO PhotoLab en 2017, il a été l'un des premiers produits sur le marché à offrir un moyen de corriger automatiquement les problèmes photographiques causés par l'électronique du boîtier de l'appareil photo et l'optique de l'objectif sans intervention humaine. Ces corrections automatisées sont basées sur des modèles mathématiques des caractéristiques physiques et précises des boîtiers d'appareils photo et des objectifs profilés, ainsi que sur les métadonnées (EXIF) de capture de chaque image, de sorte qu'aucune variable humaine n'est impliquée.
En 2005, à la suite de la campagne OpenRAW visant à simplifier l'interopérabilité des formats de capture, la prise en charge des fichiers RAW a été introduite, et les versions suivantes ont été dotées de technologies d'amélioration automatique de l'image développées spécifiquement pour les fichiers RAW.
Entre 2006 et 2016, DxO Optics Pro a remporté trois prix EISA et deux prix TIPA.
Depuis 2018, DxO PhotoLab a remporté six prix TIPA, dont celui du meilleur logiciel d'imagerie pour les professionnels en 2023.

## Principales fonctionnalités du logiciel
(janvier 2023).

### Correction des défauts optiques
Initialement, chaque module de correction était payant, vendu séparément du logiciel. Ces modules, appelé à l'origine "Lens Correction Modules" puis "Optics Modules", sont désormais téléchargeables gratuitement depuis tous les logiciels DxO.

### Corrections automatiques
Comme son prédécesseur, DxO PhotoLab permet de corriger automatiquement les photographies présentant des problèmes liés à l'équipement et aux réglages de la prise de vue. Ces corrections automatiques sont basées sur les caractéristiques physiques des boîtiers d'appareils photo, des capteurs d'image, ou des objectifs, ainsi que sur les métadonnées (EXIF) de chaque image, éliminant ainsi toutes les variables humaines. Chaque correction est facilitée par un module qui contient des informations détaillées sur les défauts optiques et autres imperfections inhérentes au boîtier de l'appareil photo, à l'objectif ou à la combinaison boîtier-objectif utilisée pour la prise de vue. DxO recueille ces données par le biais de tests en laboratoire et identifie les défauts tels que l'aberration chromatique, le vignettage, la distorsion optique, le bruit numérique, les artéfacts et le matriçage. DxO PhotoLab est alors en mesure de corriger automatiquement les images de ces défauts à l'aide de ses technologies brevetées.
En mars 2023, DxO avait publié environ 80 000 modules, représentant la plupart des grandes marques d'appareils photo et d'objectifs disponibles sur le marché, tant anciens qu'actuels, y compris certains téléphones.

### Corrections guidées
Bien que certaines corrections soient entièrement automatisées, comme le débruitage, la plupart des corrections offrent une certaine latitude à l'utilisateur pour guider l'étendue de leur effet sur l'image.
Les outils de correction géométrique annulent les distorsions optiques en fonction de la distance focale et de la distance de mise au point, ils reconstituent les pixels intermédiaires en tenant compte des performances de l'optique. Il peut tordre l'image pour des corrections complexes.
D'autres problèmes d'image qui ne sont pas dus à l'équipement de prise de vue mais au résultat de l'angle de prise de vue, du point focal, de l'éclairage, des conditions atmosphériques, etc. peuvent également être traités automatiquement par le programme. La fonction Smartlighting analyse la luminosité de l'image et la traite ensuite à l'aide d'algorithmes HDR. Cette fonctionnalité est surtout adaptée au traitement des formats RAW, mais elle peut également être réalisée sur des formats compressés tels que le JPEG. La fonction d'éclaircissement Clearview modifie automatiquement le microcontraste et les niveaux de noir de l'image pour lui donner plus de profondeur et de détails.

### Le débruiteur
Pour compléter le débruiteur classique 'HQ', la version 9 d'Optics Pro a introduit un algorithme de débruitage appelé PRIME (Probabilistic Raw IMage Enhancement) lequel fournit de meilleurs résultats pour les forts ISO mais au prix de temps de calcul plus importants. Cette fonctionnalité n'est disponible que pour le traitement de fichiers RAW. En 2020 la version 4 de PhotoLab est sortie avec DeepPRIME, un débruiteur à l'intelligence artificelle,. Cette technologie utilise le deep learning pour minimiser le bruit numérique sur les images tout en préservant un niveau de détails. La base de données d'images, accumulée pendant le développement des Optics Modules a servi de fondement aux algorithmes de DeepPRIME. Au lieu de traiter séparément le dématriçage des fichiers RAW et la réduction du bruit numérique, DeepPRIME combine ces deux processus en une seule étape. Cette approche permet d'obtenir des images de qualité à des valeurs ISO élevées. En octobre 2022 DxO a lancé DeepPRIME XD qui fait aussi gagner en netteté pendant le processus de débruitage.

### Effets de films argentiques
L'éditeur propose également un autre produit, DxO FilmPack, utilisable en version autonome ou en plugin directement dans DxO PhotoLab afin de simuler le plus fidèlement possible le rendu et le grain de nombreux films argentiques couleurs ainsi que noirs et blancs. Des centaines de pellicules ont été mesurées par les laboratoires de l'entreprise afin réaliser des filtres fidèles. DxO FilmPack propose notamment des rendus pour les films Velvia (Fujuchrome), Ektachrome et Kodachrome.

### Corrections U Point
Lorsque DxO a acquis la Nik Collection de Google, ils ont également acquis les droits sur sa technologie U Point associée. C’est une technologie initialement développée par Nik Software au début des années 2000 afin de résoudre l'un des principaux problèmes auxquels sont confrontés les photographes : effectuer des ajustements sélectifs. Une étude de marché de Nik avait montré que faire des sélections était très difficile et prenait du temps. Le problème était que les outils disponibles dans Photoshop prenaient beaucoup de temps à utiliser, étaient souvent très difficiles à apprendre et encore plus difficiles à maîtriser.
Le nom U Point vient de l'idée que you (vous), le photographe, choisissez ce qu'il faut ajuster sur la photo. Les algorithmes U-Point permettent des sélections basées sur les attributs de chaque pixel, tels que la teinte, la saturation, la luminosité et le contraste. Ainsi, le photographe n'a pas besoin de créer des masques classiques ; à la place, les sélections sont effectuées à l'aide de points de contrôle. Ces points de contrôle construisent automatiquement des masques sophistiqués qui offrent un contrôle manuel localisé des attributs de pixel.
La technologie U Point signifie que PhotoLab ne dispose d'aucun des outils de masquage classiques comme un lasso, un stylo, un pinceau ou une "baguette magique" pour détecter les bords.

## Historique des versions

### Optics Pro 1.0
DxO Optics Pro est sortie le 12 février 2004. Il permet de réduire les distorsions, les aberrations chromatiques, le vignettage, le manque de netteté perçue. Les corrections s'appuient sur des caractérisations physiques d'une image à l'aide d'un profilspécifique à chaque modèle d'appareil photo et d'objectif utilisé. Composé de deux éléments : le Correction Engine, une application autonome pour Windows ou Mac, et un ensemble de profils caractérisant les propriétés optiques des combinaisons boîtier/verre.

### Optics Pro 2.0
28 septembre 2004, version 2.0 est sortie avec une extension DxO RAW Engine, à l'architecture 16 bits, pour traiter les données brutes du capteurs des appareils photographique numérique.

### Optics Pro 3.0
Sortie le 17 novembre 2005, cette version inclut la correction de l’exposition, la correction géométrique pour compenser les déformations optiques spécifiques à chaque objectif (le barillet et le coussinet), la correction de luminosité et de contraste ciblée sur certaines zones, l’amélioration de la netteté ou encore l’élimination du bruit.

### Optics Pro 4.0
Annoncé à l'exposition Photokina, Allemagne, le 26 septembre 2006, la version 4 introduit le DxO Color Engine (le précurseur de DxO FilmPack) et un mis à jour au DxO Optics Engine (le précurseur de DxO ViewPoint) qui étend les fonctionnalités pour inclure l'ajustement de l'horizon, la correction du trapèze (perspective) ainsi qu'une nouvelle fonction de correction de l'anamorphose du volume.

### Optics Pro 5.0
Cette version, lancé le fin octobre 2007, dispose un nouveau système de dématriçage pour mieux gérer les données RAW. Le nouvel algorithme utilise des informations provenant d'une zone beaucoup plus large lors de la reconstruction des détails de l'image, contribuant ainsi à minimiser les artéfacts. Cette version applique également une réduction du bruit pendant le processus de dématriçage.

### Optics Pro 6.0
Disponible le 1 décembre 2009 la version 6 dispose d'un nouveau mode d'affichage plein écran et des raccourcis et préréglages pour améliorer la productivité.

### Optics Pro 7.0
Lancé en décembre 2011, la version 7 prend en charge RAW pour Fujifilm X100, Nikon P7100, Sony Alpha 77, NEX-C3, NEX-5N, avec plus de 300 nouveaux modules optiques DxO. Elle inclut un curseur "Décalage des bords" ajouté à l'outil Masque flou, un outil Protéger les couleurs saturées et un traitement par lots plus rapide.

### Optics Pro 8.0
Disponible le 24 octobre 2012, la version 8 comprend un module d'impression, l'outil DxO SmartLighting, un outil de tonalité sélective et propose des améliorations du rendu des couleurs ainsi que d'autres améliorations de l'interface.

### Optics Pro 9.0
Lancé 23 octobre 2013, cette version présentait une récupération améliorée des hautes lumières, de nombreux préréglages créatifs appelés « Atmosphères », la première itération de la technologie de réduction du bruit « PRIME » (pour Probabilistic Raw IMage Enhancement) qui prétend offrir des gains de qualité d'image significatifs à des ISO élevés, une fonction d'exportation sur disque, ainsi que des améliorations de l'interface.

### Optics Pro 10
Disponible le fin octobre 2014, la version 10 est conçu pour s’intégrer à un flux de travail avec Lightroom, elle peut transférer les images RAW et DNG de la bibliothèque de Lightroom à DxO OpticsPro pour le traitement avant de les retourner à Lightroom en DNG. Le logiciel comprend DxO Clearview, un outil de désembuage, et propose des améliorations au DxO SmartLighting aussi qu'une meilleure expérience utilisateur.

### Optics Pro 11
Sortie en juin 2016, cette version finale d'Optics Pro comprend des améliorations de la vitesse du moteur de débruitage PRIME, une cartographie intelligente des tons - utilisant la détection des visages pour identifier les sujets, une correction automatique des yeux rouges, des outils de réglage du microcontraste, un contrôle amélioré des tons moyens et un nouveau mode d'affichage en plein écran.

### PhotoLab 1.0
Au lieu de proposer une version 12 d'Optics Pro, le 26 octobre 2017 la première version de PhotoLab est lancé pour remplacer la marque définitivement. En acquérant les technologies de Nik Software, DxO obtient le système de retouche U-Point. Cette technologie de retouche localisée permet de réaliser en quelques clics des sélections complexes qui nécessiteraient un travail long et fastidieux avec un pinceau. L'évolution est tellement importante que DxO décide de renommer son logiciel. PhotoLab est le seul à proposer la technologie U-Point pleinement intégrée dans un flux RAW non-destructif. DxO également améliore le piqué des images, en utilisant les données de plus de 40.000 combinaisons boîtiers-objectifs mesurées. Un autre changement majeur voit les fonctionnalités proposées par DxO ViewPoint et DxO FilmPack supprimées du programme de base. Désormais, les deux programmes fonctionnent comme des plugins pour PhotoLab.

### PhotoLab 2.0
24 octobre 2018 la version 2 est lancée avec DxO ClearView Plus qui supprime le voile atmosphérique de façon améliorée. Le logiciel prend en charge des profils couleurs DCP et offre la gestion des images avec DxO Photothèque.

### PhotoLab 3.0
La troisième version de PhotoLab arrive précisément un an après la version deux. Une nouveauté est l’arrivée de la roue chromatique – DxO ColorWheel – qui permet de modifier toute l’ambiance colorimétrique d’une scène avec une transition entre les teintes. Elle propose un catalogue de plus de 50.000 modules de couple optique-boîtier pour corriger les défauts tels que les aberrations chromatiques, les distorsions, ou le vignettage. Cette version propose aussi la gestion des masques de modification, un outil de réparation permet dès maintenant de gérer à la main la zone à traiter en choisissant la zone source, la gestion des mots-clés ou de la recherche de métadonnées. De plus, la version 3 sauvegarde des informations clés dans un fichier XMP qui accompagne les fichiers, une méthodologie qui impose de conserver le répertoire original, mais qui facilite l'utilisation de logiciels tiers.

### PhotoLab 4.0
L'Intelligence artificielle est à l'origine de la nouvelle fonctionnalité de débruitage intégrée à la version 4 sortie en octobre 2020, nommée DeepPRIME. Les autres innovations de la version 4 comprennent un système de filigrane, des historiques de modifications avancés, et une fonction de copier-coller sélectif.

### PhotoLab 5.0
La version cinq de PhotoLab a été lancé le fin octobre 2021. Le moteur DeepPRIME est mis à niveau pour fonctionner avec les capteurs Fujifilm X-Trans, des lignes de contrôle et des paramètres de sensibilité sont ajoutés à la technologie de sélection U Point, et la PhotoLibrary permet le traitement des données IPTC et EXIF .

### PhotoLab 6.0
Sortie en août 2022, cette version vient avec un débruiteur 'DeepPRIME XD', pour améliorer le microcontraste dans les détails et inventer de la structure, un nouvel espace colorimétrique de travail Wide Gamut, et un mode d'épreuvage à l'écran (Soft Proofing).

### PhotoLab 7.0
Lancé le 27 septembre 2023 avec un outil unique de calibrage des couleurs, des ajustements locaux remaniés et un nouveau flux de travail en noir et blanc. La version 7 met en avant la science des couleurs avec des LUT, des profils de couleurs, et la roue TSL (teinte, saturation, luminance) ajoutée aux réglages locaux – dans une palette dédiée où se trouvent désormais tous les réglages U Point.

## Logiciels similaires
La version 5 de la Creative Suite d'Adobe, sortie en 2010, propose des profils d'objectif afin de concurrencer directement DxO pour la première fois. Capture One a commencé à proposer des outils de correction optique automatique similaires à ceux des produits DxO à partir de 2013.